# 韩双亭
韩双亭（1918年—1993年2月19日），河北高阳县人，中华人民共和国政治人物、中国人民解放军将领。

## 生平
1937年，参加河北人民自卫军，同年加入中国共产党。抗日战争时期，任河北人民自卫军独立第1支队政治处保卫干事，独立第1团副营长，冀中军区第十军分区教导大队队长、27团参谋长、副团长、代团长。冀中军区警备旅1团副团长兼参谋长，抗日军政大学总校队长、指导员，中共中央党校军事研究班区队长，晋绥军区直属第27团副团长、独立第2旅27团副团长，参加对日作战、百团大战等。
第二次国共内战期间，任晋绥军区第7团代团长。1946年9月12日，在集宁守卫战中，右前臂被炮弹炸伤，在没有麻药的情况下实施截肢手术；撤出集宁后到山西兴县蔡家崖晋绥军区医院养伤，施行2次高位截肢手术；伤愈后任晋绥军区军政干部学校军教科科长。
中华人民共和国成立后，任第1军1师参谋长，志愿军1军1师副师长兼参谋长，军事科学院战史部研究员、院务部副政委、军事技术直观教研馆副政委、副主任。1970年4月—1985年11月，担任军事科学院副政委兼政治部主任、副政委。1993年2月19日，在北京逝世，终年74岁。